# Ernst von Delius
Ernst Ludwig Ferdinand von Delius, dit Ernst von Delius, né le 29 mars 1912 à Plessa et mort le 26 juillet 1937 à Bonn, est un pilote automobile allemand.

## Biographie
Von Delius nait dans le Landkreis de Ravensbourg, il est le deuxième des trois fils du directeur et propriétaire de la mine locale. Son père est le Dr Friedrich von Delius (1881-1967) et sa mère, Catherine Louise "Isa" Schwenke (1885-1969). Il est un descendant d'Heinrich Daniel Delius.
Ernst von Delius participe en tant que pilote privé à sa première course, disputée sur l'Avus à Berlin en août 1931 sur une voiture de sport. Bien que débutant, il accroche la sixième place, gagnant l'estime des observateurs qui feront de lui un grand espoir dans la discipline.
Sur les conseils du Dr Ferdinand Porsche, il intègre en 1935 les rangs d'Auto Union en tant que pilote junior. Il a alors pour coéquipiers Bernd Rosemeyer et Hans Stuck. En 1937, Von Delius remporte le Grand Prix du Cap.
Sa carrière prend fin brutalement au Grand Prix d'Allemagne 1937. Dans l'Enfer vert, Ernst von Delius et le britannique Richard Seaman entrent en collision. Seaman s'en sort avec des blessures mineures, mais Von Delius meurt des suites de ses blessures, à Bonn.
Pour honorer sa mémoire, une rue de Plessa a été nommée Von-Delius-Straße (Rue Von Delius). En juillet 2002, le village a érigé un monument à la mémoire d'Ernst von Delius. Depuis 1932, il était membre du Corps de la Franconie Corps Munichois.

## Source de traduction
- (de) Cet article est partiellement ou en totalité issu de l’article de Wikipédia en allemand intitulé « Ernst von Delius » (voir la liste des auteurs).